# Monstro do lago Champlain
O Monstro do lago Champlain, também conhecido por Champ, é um famoso monstro de lago que supostamente vive nas águas do Lago Champlain, que localiza-se na divisa entre Estados Unidos e Canadá. Apesar de existirem mais de 300 relatos sobre seu avistamento, a sua existência (ou não) continua a suscitar debate entre os cépticos e os crentes, e é um dos mistérios da criptozoologia.

## Histórico
Samuel de Champlain, em julho de 1609, foi o primeiro a avistá-lo. Ele assim descreveu o monstro em uma crônica: "20 foot serpent thick as a barrel with a head like a horse..." (em português: serpente de 20 pés, grossa como um barril e com uma cabeça como a de um cavalo).
Por volta de 1873, o jornal The New York Times publicou que uma equipe da estrada de ferro entre Desdem e Nova Iorque, viu a cabeça de uma serpente enorme que emergiu da água e que brilhava sob o sol.
Em julho de 1883, o xerife Nathan H. Mooney, afirmou também ter visto o animal, e o descreveu como sendo uma enorme cobra ou serpente marinha.
Conforme a criatura foi ganhando fama, O showman P.T. Barnum chegou a anunciar que daria uma recompensa de $50,000 a quem apresentasse o animal no seu "World's Fair Show".
Na década de 1.970, Joseph Zarzynski, professor do New York Social Studies, criou o projeto "The Lake Champlain Phenomena Investigation", o qual organizou uma expedição para explorar o lago, usando o sonar e um pequeno submarino.
Em julho de 1977, Sandra Mansi passeava com a família na beira do lago. Ela viu a enorme cabeça de uma criatura emergir, sendo precedida por um longo pescoço e um corpo escuro. O marido de Sandra entrou em Pânico, gritando para que as crianças saíssem da água. Para registrar a história, ela fotografou o animal, e esta fotografia mais tarde ganharia um selo de autenticidade. Esta foto foi publicada em jornais importantes da época, como o The New York Times, por exemplo. Desde então, o monstro ganhou o apelido de “Champ” e virou lenda dos arredores. Por lá, comerciantes ganham dinheiro com camisas, canecas e botons do monstro. O “Champ” inclusive virou mascote do time de baseball local. Os cépticos alegam que a foto registra apenas um tronco com um pedaço de madeira flutuante. Outra boa hipótese foi a de um elefante se refrescando num lago, com a tromba para fora. O problema maior com esta hipótese, é que não existem elefantes na região do lago Champlain.[carece de fontes?]

## Aparições na Mídia
- O programa MonsterQuest dedicou um episódio para documentar sobre este monstro.[5]